# Lili Ország
Lili Ország (ur. 8 sierpnia 1926 w Użhorodzie, zm. 1 października 1978 w Budapeszcie) – węgierska malarka, graficzka i projektantka lalek.

## Życiorys
W 1937 r. zdecydowała, że będzie malarką. Uczyła się rysunku u Miklósa Rosenberga. Wykonywała rysunki węglem, martwe natury i rzeźby. Lato spędziła z babcią w Wenecji. Wujek, który był lekarzem, fascynował się mistycyzmem i wywarł na nią wielki wpływ. W 1944 r. zdała maturę w rodzinnym mieście. Oprócz węgierskiego mówiła i czytała po czesku, słowacku, niemiecku, angielsku, włosku i hebrajsku.
W 1945 r. została przyjęta na Węgierski Uniwersytet Sztuk Pięknych w Budapeszcie, gdzie jej mistrzami byli István Szőnyi, Róbert Berény i Lajos Szentiványi. Zaprzyjaźniła się tam z poetą Jánosem Pilinszkym. W 1948 r. zmadziaryzowała swoje nazwisko na Ország.
Po ukończeniu uczelni trafiła do Budapeszteńskiego Teatru Lalek (Budapest Bábszínház), gdzie malowała scenografie w latach 1950–1954. 20 maja 1950 r. zawarła małżeństwo z Györgyem Majláthem, pedagogiem specjalnym. Lato 1956 r. spędziła w Bułgarii. Widziane tam ikony prawosławne wywarły wielki wpływ na jej malarstwo.
Pomiędzy rokiem 1954 a 1960 nie miała stałego zatrudnienia. Ilustrowała czasopisma dla dzieci, książki z bajkami i powieści młodzieżowe, tworzyła projekty lalek i scenografii. Od roku 1960 do śmierci była scenografką i kostiumografką oraz kierowniczką pracowni malarskiej Budapeszteńskiego Teatru Lalek. Współpracowała tam z Verą Bródy i Ivánem Koósem.
W latach 1968–1974 wielokrotnie podróżowała do Neapolu i Pompejów.
W czerwcu 1978 r. wprowadziła się do nowego mieszkania połączonego z pracownią artystyczną mieszczącą się na Zamku Królewskim w Budapeszcie. Tam też po czterech miesiącach, 1 października 1978, spotkała ją śmierć.

## Twórczość
Wczesnymi pracami były głównie akwarele, będące odbiciem wpływu Istvána Szőnyiego (Baromfiudvar, 1948; Falusi temető, 1949). Obrazy malowane w latach 1952–1957 powstawały pod wpływem surrealistów René Magritte’a i Giorgio de Chirico (Kislány fal előtt, 1955; Szorongás, 1955; Nő fal előtt, 1956). Jako wstępne studium tych prac wykonywała szereg papierowych kolaży. Metoda ta towarzyszyła całej jej twórczości malarskiej.
W latach 1957–1959 pod wpływem podróży do Bułgarii malowała tzw. obrazy ikoniczne (Bizánci ikon, 1958). Twórczość malarska Ország zbliżyła się do świata wizualnego Lajosa Vajdy i jego kręgu, a jej barwna i promieniująca transcendencją sztuka przeszła od surrealistycznych prac z realistycznymi przedstawieniami do surowych, konstruktywnych przedstawień, których głównymi tematami były miejskie pejzaże, rzuty budynków i mury miejskie. W pracach tych świadomie i jednoznacznie utrwalana jest przeszłość starożytnych miast, jako znak przestrogi (Jeruzsálem fala, 1966; Persepolis, 1965; Requiem hét táblán elpusztult városok és emberek emlékére, 1963).
Po podróży do Pragi nowym tematem jej malarstwa, zainspirowanym przez nagrobki widziane na żydowskim cmentarzu, stały się stylizowane litery alfabetu hebrajskiego, które na starych nagrobkach zostały w różny sposób przekształcone przez czas (Exodus, 1963; Írás a falon, 1967; Ima a halottakért, 1967).
W latach 1973–1978 namalowała swoje główne dzieło, podsumowujące jej twórczość, serię 48 tablic pod wspólnym tytułem Labirintus, na których, korzystając ze stosowanych wcześniej technik i motywów, udowadnia, że starożytne mity są obecne we współczesności, przedstawiając jednocześnie ponadczasowość historii i sztuki (Kék tükrök háza I., 1974; Ikarosz, 1974; Várakozók, 1977; Fekete kép ősi jellel I., 1978).

## Dzieła w zbiorach publicznych
- Ferenczy Múzeum, Szentendre
- Fővárosi Képtár, Budapeszt
- Herman Ottó Múzeum, Miszkolc
- Szent István Király Múzeum, Székesfehérvár
- Israel Museum, Jerozolima
- Pannonius Janus Múzeum, Pecz
- Laczkó D. Múzeum, Veszprém
- Magyar Nemzeti Galéria, Budapeszt
- Szombathelyi Képtár, Szombathely[4]

## Wystawy indywidualne
- 1957 – Fészek Művészklub, Budapeszt
- 1966 – Hadassa „K” Klatchkin Gallery, Tel Awiw-Jafa
- 1967 – István Király Múzeum, Székesfehérvár
- 1968 – Rákosligeti Művelődési Ház, Budapeszt
- 1969 – Galleria d’arte II Babuino, Rzym
- 1971 – Győri Műcsarnok, Győr
- 1972 – István Király Múzeum, Székesfehérvár •Diósgyőri vár rondellája, Diósgyőr (dzielnica Miszkolca)
- 1973 – Dunaújváros
- 1974 – Fészek Művészklub, Budapeszt
- 1976 – Atelier Mensch, Hamburg
- 1977 – Galleria d’arte moderna Viotti Torino • Műhely, Magyar Nemzeti Galéria, Budapeszt
- 1978 – Atelier Mensch, Hamburg
- 1979 – Műcsarnok, Budapest • Salzburger Kunstverein, Traklhaus, Salzburg
- 1980 – „Labirintus”, Budapesti Történeti Múzeum
- 1981 – Ország Lili festményei Vasilescu János és ifj, Vasilescu János gyűjteményében, Sárvári Művelődési Ház, Sárvár
- 1983 – „Kiáltás”, Fészek Klub, Herman Terem, Budapeszt
- 1986 – Művelődési Ház, Marcali
- 1987 – Ország Lili festményei a Kolozsvár-gyűjteményben, Tihanyi Múzeum
- 1988 – Grafikák, Somogyi Képtár, Kaposvár
- 1991 – Szolnoki Galéria • Móricz Zsigmond Színház, Nyíregyháza
- 1993 – Művészetek Háza, Pécs, Vasilescu-gyűjtemény • Szent István Király Múzeum, Székesfehérvár
- 1995 – Ország Lili művei a Kolozsváry-gyűjteményben, Nagy Gyula Galéria, Várpalota • Ország Lili kollázsai, Kassák Lajos Emlékmúzeum – Zichy-kastély, Budapeszt
- 1997 – Márki Sándor Múzeum, Sarkad[4]
- 2016 – „Árny a kövön – Ország Lili művészete”, Magyar Nemzeti Galéria, Budapeszt[5]